# Mi-temps (sport)
Pour les articles homonymes, voir Mi-temps.
La mi-temps est l'intervalle de repos au milieu d'un match qui sépare en deux le temps de jeu de différents sports collectifs, souvent mis à profit pour des opérations concernant le matériel ou la conduite à tenir dans la seconde moitié du match. Une mi-temps peut également désigner l'une ou l'autre de ces deux moitiés de temps de jeu.

## Liste de sports collectifs
| Sport              | Durée de la mi-temps                     | Durée de jeu avant / après mi-temps                               |
| ------------------ | ---------------------------------------- | ----------------------------------------------------------------- |
| Basket-ball        | 15 minutes                               | Deux périodes (« quarts-temps ») de 10 (FIBA) ou 12 (NBA) minutes |
| Football           | 15 minutes                               | 45 minutes plus les arrêts de jeu                                 |
| Football américain | 12 (professionnel) ou 20 (universitaire) | Deux périodes de 12 (IFAF) ou 15 minutes                          |
| Handball           | 10 minutes                               | 30 minutes                                                        |
| Rugby à XIII       | 10 minutes                               | 40 minutes                                                        |
| Rugby à XV         | 10-15 minutes                            | 40 minutes                                                        |